# Hôtel Solvay
Pour les articles homonymes, voir Solvay.
L'Hôtel Solvay est un hôtel de maître bruxellois de style Art nouveau conçu  par l'architecte belge Victor Horta entre 1895 et 1903 pour l'industriel Armand Solvay.
Véritable manifeste de la pensée d'Horta, cet hôtel est l'une des réalisations les plus abouties de son œuvre : il a bénéficié à la fois d'un budget quasi illimité pour sa réalisation et d'une entente remarquable avec le commanditaire. Il conçut l'hôtel jusque dans ses moindres détails, incluant son mobilier et son intérieur, toujours en état aujourd'hui. En outre, il s'agit d'un des bâtiments de Horta les mieux conservés.
L'hôtel Solvay est classé comme monument par l'arrêté royal en 1977 et inscrit sur la liste du Patrimoine mondial de l'Unesco en 2000.

## Historique
En 1894, Armand Solvay, fils du chimiste et industriel Ernest Solvay, charge Victor Horta de concevoir une maison de maître, qu'il souhaite occuper avec sa famille pendant les mois d'hiver. En parallèle de ce chantier, Solvay confie également à Horta la transformation du château de La Hulpe, qu'il occupe en été.
Le permis de construire fut délivré en 1895, le gros œuvre fut terminé en 1898 et les aménagements intérieurs et l'ameublement se poursuivirent jusqu'en 1903. Le bâtiment est l'une des plus remarquables créations qu’Horta ait élaborées. L'architecte bénéficia d’une liberté financière absolue, qui se reflète dans l’exécution créative et les matériaux utilisés. Il conçut le bâtiment dans sa globalité, imaginant l'ameublement et l'intérieur de la batisse jusque dans leurs moindres détails. 
Abîmé par le temps et la guerre, l'hôtel est acheté en 1958 par Louis et Berthe Wittamer-De Camps, qui y installent leurs ateliers de haute-couture. En 1976, les ateliers de couture quittent l'hôtel et le couple Wittamer-De Camps se consacre à la réhabilitation de l'hôtel.
En 1977, l'hôtel est classé par arrêté royal, puis le jardin et les anciennes écuries sont eux-aussi classés par arrêté gouvernemental en 1999. En 2000, l'hôtel Solvay est inscrit sur la liste du Patrimoine mondial de l'Unesco, avec l'ensemble des autres oeuvres bruxelloises d'Horta.
Transformé en musée, il est ouvert au public depuis le 23 janviers 2021.

## Façade
Excepté le rez-de-chaussée, La façade est symétrique. La porte fenêtre du bel-étage donne accès à un balcon et est flanquée de deux bow-windows. La façade est constituée de verre, de fer et de pierre naturelle comme la pierre bleue du Hainaut, les matériaux favoris d’Horta.
Horta innove en disposant l'entrée sur le côté sous un porche où les calèches entrent, déposent les voyageurs et poursuivent jusqu'aux écuries au fond du jardin. De plus, il minimise la maçonnerie au profit d'une structure en fer qui lui permet d'obtenir un puits de lumière éclairant l'intérieur de lumière naturelle.

## Intérieur
À l’intérieur, un premier escalier, muni d'une balustrade tourbillonnante en métal doré, conduit du rez-de-chaussée au bel-étage où se trouvent les espaces de réception (salons en façade avant et salle à manger à l'arrière). Ces espaces sont séparés les uns des autres par des cloisons vitrées qui peuvent s'ouvrir pour créer un énorme espace continu sur quasiment toute la surface de la maison. Cet escalier d'apparat est surmonté d'une impressionnante verrière dont la courbure assure également une répartition optimale de l'air chaud dispensé par les bouches de chauffage situées au pied de l'escalier. Vu la présence de cette verrière, créée par Raphaël Évaldre, un second escalier, décalé, permet d'atteindre les étages supérieurs, où se trouvent les chambres et salles d'eau.
Une grande porte donne accès aux écuries qui se trouvent derrière le bâtiment, dans le jardin. Le rez-de chaussée comporte également les cuisines et le fumoir.
L'entrée est pavée de marbre et est éclairée par des colonnettes surmontées de lampes avec des abat-jour en forme de corolle. Un tableau de Théo Van Rysselberghe orne le haut de l'escalier. Le mobilier, l'ornementation, les boiseries, les marbres et les ferronneries ont été dessinés par Horta lui-même qui  a également imaginé une solution pour distribuer l'air chaud de manière égale dans tout le bâtiment.

## Famille Solvay
L’hôtel particulier Armand Solvay ne fut pas la seule commande que la famille Solvay passa à Victor Horta. Les Solvay étaient des industriels et également de grands mécènes et philanthropes. Ils passèrent des commandes à différents grands architectes de cette période (non seulement aux plus proches, Horta entre autres, mais encore à Paul Hankar, Henry Van de Velde, Gustave Serrurier-Bovy, Ernest Blerot et Paul Cauchie. Victor Horta réalisa par exemple, pour la société Solvay, le pavillon pour l’Exposition universelle de 1905.

## Patrimoine mondial
En 2000, l’hôtel particulier Solvay a été inscrit avec trois autres réalisations majeures de Horta sur la liste du patrimoine mondial de l'Unesco (voir Habitations majeures de l'architecte Victor Horta).

## Situation
L'hôtel Armand Solvay est situé à Bruxelles au numéro 224 de l'avenue Louise.

## Musée
Transformé en musée, l'hôtel est ouvert au public deux fois par semaine (le jeudi et le samedi) depuis le 23 janvier 2021.